# Adelaida de Lovaina
Adelaida de Lovaina (fallecida h. el año 1158) fue la esposa de Simón I de Lorena (1076-1138). Era hija de Enrique III de Lovaina y su esposa Gertrudis de Flandes. Después de la muerte de su esposo, Adelaida se retiró a una abadía cisterciense.
Entre los hijos que tuvo con su esposo, están:
- Mateo I de Lorena
- Roberto, señor de Floranges
- Ágata de Lorena, esposa de Reginaldo III de Borgoña
- Hedwiga, esposa de Federico III, conde de Toul
- Berta, esposa del margrave Herman III de Baden
- Matilde, esposa de Godofredo I, conde de Sponheim
- Balduino
- Juan